# Ippaso (filosofo)
Ippaso (in greco antico: Ἵππασος?, Híppasos; Metaponto, 530 a.C. circa – Crotone, 450 a.C. circa) è stato un filosofo e matematico greco antico.

## Biografia
È considerato la personalità più rilevante della scuola pitagorica antica dopo il fondatore.
Poco è noto della vita di Ippaso; anche la provenienza dal Metaponto, che gli viene generalmente attribuita, non è affatto certa. Giamblico in un luogo lo dice di Metaponto o di Crotone, mentre nel catalogo dei pitagorici lo elenca tra quelli di Sibari. Secondo lo stesso Giamblico (La vita pitagorica, 257) Ippaso avrebbe partecipato allo scontro che oppose due fazioni dei Pitagorici dopo la distruzione di Sibari (avvenuta nel 510 a.C.) ad opera dei Crotoniati, schierandosi dalla parte dei democratici. La tradizione lo dice morto a seguito della dimostrazione matematica che "...l'ipotenusa di un triangolo rettangolo non era un numero, nel senso che i pitagorici davano al termine. Sorprendentemente si trattava del triangolo rettangolo più semplice possibile: quello con i due cateti di lunghezza uguale a valore uno, un triangolo rettangolo isoscele. In effetti, in quel triangolo l'ipotenusa, per il teorema di Pitagora, era uguale alla radice di due. Quest'ultima però non si può esprimere come un numero razionale positivo! È quello che noi chiamiamo "irrazionale", non perché questi numeri abbiano un difetto psicologico ma perché non possono essere espressi come un quoziente o rapporto tra due numeri naturali. La leggenda racconta che il discepolo disubbediente fu Ippaso di Metaponto (nel 500 a.C. ca.). Per questo motivo (o per aver rivelato la dimostrazione al mondo) venne affogato nel mare di fronte a Crotone, in Calabria. " Questa scoperta era infatti in totale dissonanza con le credenze degli stessi pitagorici, inaccettabile per quella sorta di religione che era il misticismo pitagorico, basato sull'idea che "...il numero fosse l'essenza della natura... I pitagorici (infatti, n.d.r.) non avevano lo stesso concetto del numero che abbiamo noi. Per loro i numeri erano solo i numeri naturali o quelli che potevano essere espressi con un quoziente di numeri naturali (3/4, 5/8 ecc.): l'insieme dei numeri razionali positivi (le cosiddette "frazioni", sempre positive)" Questa scoperta fu quindi la presunta causa della morte di Ippaso.

## Scoperte matematiche e loro divulgazione
Giamblico gli attribuisce la descrizione del dodecaedro regolare e la dimostrazione della sua iscrivibilità in una sfera, aggiungendo che, avendo divulgato queste nozioni all'esterno della scuola, contrariamente alle prescrizioni di Pitagora, per la sua empietà morì in un naufragio.
La scoperta più importante che fece Ippaso fu quella dei numeri irrazionali che aveva divulgato e la scoperta dell'incommensurabilità. Kurt von Fritz ha sostenuto l'ipotesi che la scoperta potesse essere in relazione con la costruzione del pentagono regolare e del dodecaedro basato su questa figura: Ippaso si sarebbe imbattuto nel primo rapporto tra grandezze incommensurabili studiando la sezione aurea che appare nella costruzione di entrambe le figure. La maggioranza degli studiosi ritiene tuttavia più probabile che il primo caso dimostrato di incommensurabilità sia stato quello tra lato e diagonale di un quadrato.

## Teoria musicale e altre dottrine
A Ippaso o alla sua scuola è anche attribuita (tra gli altri da Boezio e Teone di Smirne) la scoperta che gli accordi musicali fossero basati su semplici rapporti numerici: una nozione che svolse un importante ruolo nella scuola pitagorica e che altri autori attribuiscono allo stesso Pitagora.
Vari autori (tra i quali Aristotele nella Metafisica) associano Ippaso ad Eraclito attribuendo ad entrambi la dottrina che privilegia il fuoco come principio. Secondo il lessico Suida, Eraclito sarebbe stato scolaro di Ippaso.
Secondo più fonti Ippaso sarebbe stato il capo degli acusmatici.

## Opere
Diogene Laerzio riferisce due diverse opinioni sulle eventuali opere di Ippaso: secondo alcuni non avrebbe lasciato nulla di scritto, mentre altri gli avrebbero attribuito un Discorso mistico, che sarebbe stato composto in opposizione al caposcuola Pitagora.